# Amphimaque (satrape)
Pour les articles homonymes, voir Amphimaque et Arrhidée.
Amphimaque ou Amphimachos (en grec ancien Ἀμφίμαχος / Amphimachos) est un officier macédonien sous le règne d'Alexandre le Grand. Il est satrape de Mésopotamie à partir des accords de Triparadisos en 321 av. J.-C. Pendant la première guerre des Diadoques il prend parti pour Eumène de Cardia contre Antigone le Borgne.

## Biographie
Amphimaque est peut-être un fils de Philinna, une épouse de Philippe II et mère de Philippe III Arrhidée, né d'une union antérieure car Arrien stipule qu'il est le « frère du roi ». Mais il probable que la source d'Arrien (peut-être Douris de Samos) ait commis une confusion, car il est le frère d'un dénommé Arrhidée, satrape de Phrygie hellespontique.
Par les accords de Triparadisos en 321 av. J.-C., il reçoit la satrapie de Mésopotamie au détriment d'Arcésilaos. En 317, il soutient Eumène de Cardia contre Antigone le Borgne. À la bataille de Paraitacène, il commande un contingent de 600 cavaliers. Il a peut-être été tué à la bataille de Gabiène ou exécuté par la suite car il n'y a plus de trace de lui après cela.

## Sources antiques
- Arrien, Histoire de la Succession d'Alexandre.
- Diodore de Sicile, Bibliothèque historique [détail des éditions] [lire en ligne], XIX.